# People for the American Way
People for the American Way (également connu sous le l'acronyme PFAW /ˈpfɔː/, et littéralement "Le peuple pour la voie américaine") est un groupe d'influence progressiste des États-Unis. Structuré comme une organisation à but non-lucratif de loi 501c, PFAW a été enregistré en 1981 par le producteur de télévision Norman Lear, un libéral autoproclamé ayant fondé l'organisation en 1980 pour s'opposer au programme de la droite chrétienne de la Moral Majority.

## Histoire
People for the American Way a été fondée par le producteur de télévision Norman Lear en opposition au programme rendu public de la Moral Majority, une organisation politique américaine importante et influente associée à la droite chrétienne.
Officiellement constitué le 4 septembre 1980, le groupe d'influence compte parmi ses cofondateurs la membre démocrate de la Chambre des représentants des États-Unis Barbara Jordan, le président de l'Université de Notre-Dame-du-Lac Theodore Hesburgh et le président-directeur général de Time Inc. Andrew Heiskell,.
PFAW a débuté en tant que projet de la Fondation Tides, un fonds orienté par les donateurs qui alloue des fonds à des causes politiquement libérales.
Peu après sa création, PFAW a lancé une organisation affiliée du nom de People for the American Way Foundation, dans le but de mener des activités éducatives et de recherche plus étendues pour les causes libérales. De 2004 à 2008, les principaux donateurs de cette fondation comprenaient l'Open Society Institute de George Soros, la Miriam G. and Ira D. Wallach Foundation, la Bauman Family Foundation, et l'Evelyn and Walter Haas Jr. Fund.
En 1998, la People for the American Way Voters Alliance a été lancée en tant que comité d'action politique.

## Activités
PFAW est à l'origine de l'émission télévisée spéciale de 1982 I Love Liberty, décrite par le Washington Post comme « le premier rassemblement patriotique de gauche en Amérique ». PFAW a également été actif dans les batailles sur les nominations judiciaires, s'opposant aux candidats à la Cour suprême des États-Unis Robert Bork et Brett Kavanaugh et soutenant la nomination de Sonia Sotomayor,. PFAW est également actif dans les élections fédérales, faisant don de 339 874 dollars pour s'opposer aux candidats républicains lors du cycle électoral de 2014 et de 351 075 dollars pour s'opposer aux candidats républicains lors du cycle électoral de 2016.

### Right Wing Watch
Le projet Right Wing Watch de PFAW est un site web qui répertorie les déclarations de personnalités publiques qualifiées de droite, y compris des politiciens, des prédicateurs et d'autres, en mettant l'accent sur les discours de haine et les théories du complot de droite,. Le site web a été fondé en 2007, développant la pratique antérieure de PFAW qui consistait à enregistrer sur des cassettes VHS des extraits d'émissions de télévision telles que le Club 700 de Pat Robertson, pour les distribuer aux médias d'information. En 2013, l'évangéliste et homme politique Gordon Klingenschmitt a envoyé à YouTube des avis de retrait DMCA contre la chaîne Right Wing Watch sur la base de revendications de droits d'auteur. L'Electronic Frontier Foundation a fourni des conseils juridiques à Right Wing Watch pour défendre sa chaîne et ses posts contre les actions de YouTube.
En 2014, HGTV a renoncé à produire une série télévisée avec Jason et David Benham après que Right Wing Watch a critiqué leurs déclarations sur l'homosexualité,.
En 2018, Salon.com et le Daily Telegraph ont attribué à Jared Holt, un chercheur de Right Wing Watch, le mérite d'avoir provoqué le retrait de l'émission Infowars d'Alex Jones de plusieurs sites de distribution de contenu, dont ceux d'Apple, YouTube, Facebook et Spotify,. Par la suite, Holt a déclaré avoir reçu des menaces de mort.
En juin 2021, la chaîne YouTube de Right Wing Watch, qui fonctionnait depuis une dizaine d'années, a été temporairement suspendue par YouTube, qui a déclaré qu'il s'agissait d'un accident,. À l'époque, la chaîne comptait environ 47 000 abonnés.

## Direction
Michael Keegan a été président de l'organisation pendant 11 ans jusqu'en juin 2020. Le 15 juin 2020, Ben Jealous a succédé à Keegan en tant que président,, et Svante Myrick a succédé à Jealous en tant que président le 14 novembre 2022. Myrick a brusquement démissionné de son poste de maire d'Ithaca, ville située dans l'État de New York, afin d'occuper ce poste. Les membres du conseil d'administration du groupe comprennent Cristela Alonzo, Alec Baldwin, Seth MacFarlane, Joel Madden, Bertis Downs IV, Dolores Huerta, Josh Sapan, Howie Klein, Alyssa Milano, David Saperstein, Margery Tabankin, Reg Weaver et Carrie Mae Weems.